# Provincia de Bulgan
La provincia de Bulgan (en mongol, Булган аймаг) es una provincia (aimag) de Mongolia situada en el norte del país. Tiene una población estimada, en 2022, de 61 161 habitantes.
Ocupa una extensión de 48 800 kilómetros cuadrados.
Su capital es Bulgan.